# Pointe des Buffettes
Pointe des Buffettes – szczyt w Alpach Graickich, części Alp Zachodnich. Leży we wschodniej Francji w regionie Owernia-Rodan-Alpy. Należy do masywu Vanoise. Szczyt można zdobyć ze schroniska Chalet de Bonneval sur Arc (1810 m). Należy do Parku Narodowego Vanoise.